# Большое Село
Большо́е Село́ — село в Ярославской области России. 
Административный центр Большесельского района и входящих в его состав Большесельского сельского поселения и Большесельского сельского округа.

## География
Расположено на обоих берегах реки Юхоть близ впадения в неё Молокши, в 58 километрах к западу от Ярославля.

## Население
| 1859  | 1914  | 1939  | 1959  | 1970  | 1979  | 1989  | 2002  | 2007  |
| ----- | ----- | ----- | ----- | ----- | ----- | ----- | ----- | ----- |
| 396   | ↘348  | ↗1457 | ↗1762 | ↗1892 | ↗3037 | ↗3996 | ↘3721 | ↗3885 |
| 2010  | 2021  |       |       |       |       |       |       |       |
| ↘3522 | ↘3455 |       |       |       |       |       |       |       |

Крупнейший сельский населённый пункт в Ярославской области: постоянное население — 3522 жителя (2010 год).
Согласно результатам переписи 2002 года, в национальной структуре населения русские составляли 94 % от всех жителей.

## История
Первое документальное упоминание о Большом Селе относится к 1629 году, однако, возраст этого поселения значительно больше, но так и не удаётся установить точную дату. Так ещё в период феодальной раздроблённости на Руси село являлось центром Юхотского удельного княжества, выделившегося из Ярославского. В XVI веке территория принадлежала боярскому роду Мстиславских. При Петре I Юхотская волость была пожалована Б. П. Шереметеву. Большое село относилось к Ярославскому уезду, а после нового разделения губернии Екатериной II в 1775 году — вошло в Борисоглебский уезд.
Старейшим храмом села является Церковь Параскевы Пятницы, построенная в 1714 году в бывшей Бобыльской слободке на правом берегу Юхоти.
Через село проходила большая столбовая дорога из Ярославля в Углич, а также шла дорога на Рыбинск, здесь находился первый стан, то есть производилась первая замена ямщицких лошадей. Кроме того, поселение было важным пунктом речного сообщения, связующего его с другими городами губернии по реке Юхоти.
Деревянный мост через неё был построен только в 1825 году. Он состоял из трёх пролётов, которые опирались на вбитые в дно реки сваи, скреплённые между собой железными обручами. Чтобы мост не разрушался во время ледохода, перед каждым пролётом были установлены быки-ледоломы. Ниже по течению была сооружена плотина для мельницы-крупорушки и маслобойки.

Большое Село издавна славилось своей торговлей, занимая важное положение между Угличем и Ярославлем, с купцов, прибывавших в него, всегда собирались большие пошлины. В XIX веке еженедельно каждую среду в Село съезжались жители со всех окрестностей для совершения товарообмена или посещения волостного правления. Корреспондент газеты «Ярославские губернские ведомости» пишет такие слова: 
Стоит взглянуть на Большое Село в торговый день по средам, как было и встарь, и вы найдёте, что здесь рынок хотя и не капитальный, но изобильный. Тут есть всё, что нужно для сельской жизни: хлеб зерновой, молотый и печёный, мясная и рыбная провизия; из одежды — тулупы, полушубки белые и дублёные, овчины, заячьи меха, обувь всякого рода и кожевенный товар; телеги, сани, земледельческие орудия, лошади, коровы и прочий скот, в особенности же поросята; кроме того, здесь есть лавки с красным товаром, лавки вроде галантерейных и лавки бакалейные.
С 1840-х годов Большое Село начало славиться торговлей куделей, так как льноводство было очень распространено в Ярославской губернии.
В начале XX века в Селе было 80 зданий на четырёх улицах, в планировке образующих четырёхугольник. Самая главная из них называлась Московской. В центре села находилась церковь во имя Петра и Павла. Построена она была в 1760 году местным старостой — крестьянином Полуниным. В 1827 году церковь Петра и Павла подверглась значительной реконструкции и перестройке. Также в центре Села располагалась богадельня, волостное правление, школа и два трактира: большой под названием «Москва» и меньших размеров — «Петербург». Большую часть площади четырёхугольника занимали несколько кварталов лавок, отстроенных графом Шереметевым. Так же здесь имелась аптека, «варшавская пекарня», часовой мастер, цирюльня, две штофные и чайные лавочки. В прошлом Большое Село по уровню своего экономического развития не уступало некоторым уездным городам Ярославской губернии.
В 1971—1992 годах Большое Село имело статус посёлка городского типа.

## Достопримечательности
- Церковь Петра и Павла (1760 год с перестройкой в 1827 году) с часовней[18]
- Церковь Параскевы Пятницы (кладбищенская) 1747 года[19]
- Плотина на реке Юхоть
- Мемориал участникам ВОВ
- Памятник стратонавту Илье Давыдовичу Усыскину

## Организации
Из муниципальных учреждений в селе имеются центральная районная больница; дом культуры, историко-художественный музей, центральная библиотека, молодёжный центр, районный архив, газета «Большесельские вести»; средняя общеобразовательная школа, детский сад; центр детского творчества и детская музыкальная школа.

## Известные люди
Юхотский край — родина многих известных людей.
В Большом Селе прошли детство и юность писателя Владимира Дружинина, автора художественных произведений на тему отечественной истории. Среди них книги «Янтарная комната», «Среднеевропейское время», «Лица столиц», сборники очерков «Неси меня Дунай», «У чехословацких друзей», «Путешествие с троллем».
Полный тёзка писателя, Владимир Дружинин, доктор психологических наук, профессор, ректор института психологии, лауреат премий им. Рубинштейна и премии Президента Российской Федерации, тоже уроженец Большесельского района.
В д. Николаевское родился русский метеоролог, член Петербургской академии наук Михаил Александрович Рыкачев. В усадьбе Николаевское была устроена одна из первых метеорологических станций Ярославской губернии.
В селе Новом родился и жил выдающийся русский учёный Александр Иванович Заозерский, внёсший значительный вклад в развитие российской исторической науки.
В Большом Селе в 1910 году родился стратонавт Илья Давыдович Усыскин — физик, участник полёта стратостата «Осоавиахим-1». В его честь названа одна из центральных улиц Большого села.
Деревня Новоселово — родина талантливого крестьянского поэта-самоучки Ивана Захаровича Сурикова. Именно этой деревне он посвятил самые тёплые, задушевные строки: «Вот моя деревня, вот мой дом родной». Его произведения стали народными песнями: «Что шумишь, качаясь» , «В степи». Ивану Захаровичу в Большом Селе установлен памятник — бюст на постаменте расположен у большесельской школы, на ул. Сурикова.
Деревня Березино — родина Прасковьи Жемчуговой, талантливой крепостной актрисы и певицы XVIII века, впоследствии графини Шереметевой. В деревне сохранилась вековая липа — свидетельница рождения «Березинской жемчужины».
Одна из самых протяжённых улиц Большого села носит имя Александра Михайловича Мясникова, большесельца, героя Великой Отечественной войны. Осенью 1941 года, при попытке прорыва блокады на левом берегу Невы — невском «пятачке», лейтенант Александр Мясников героически погиб, закрыв собой амбразуру вражеского дзота.

## Фотогалерея

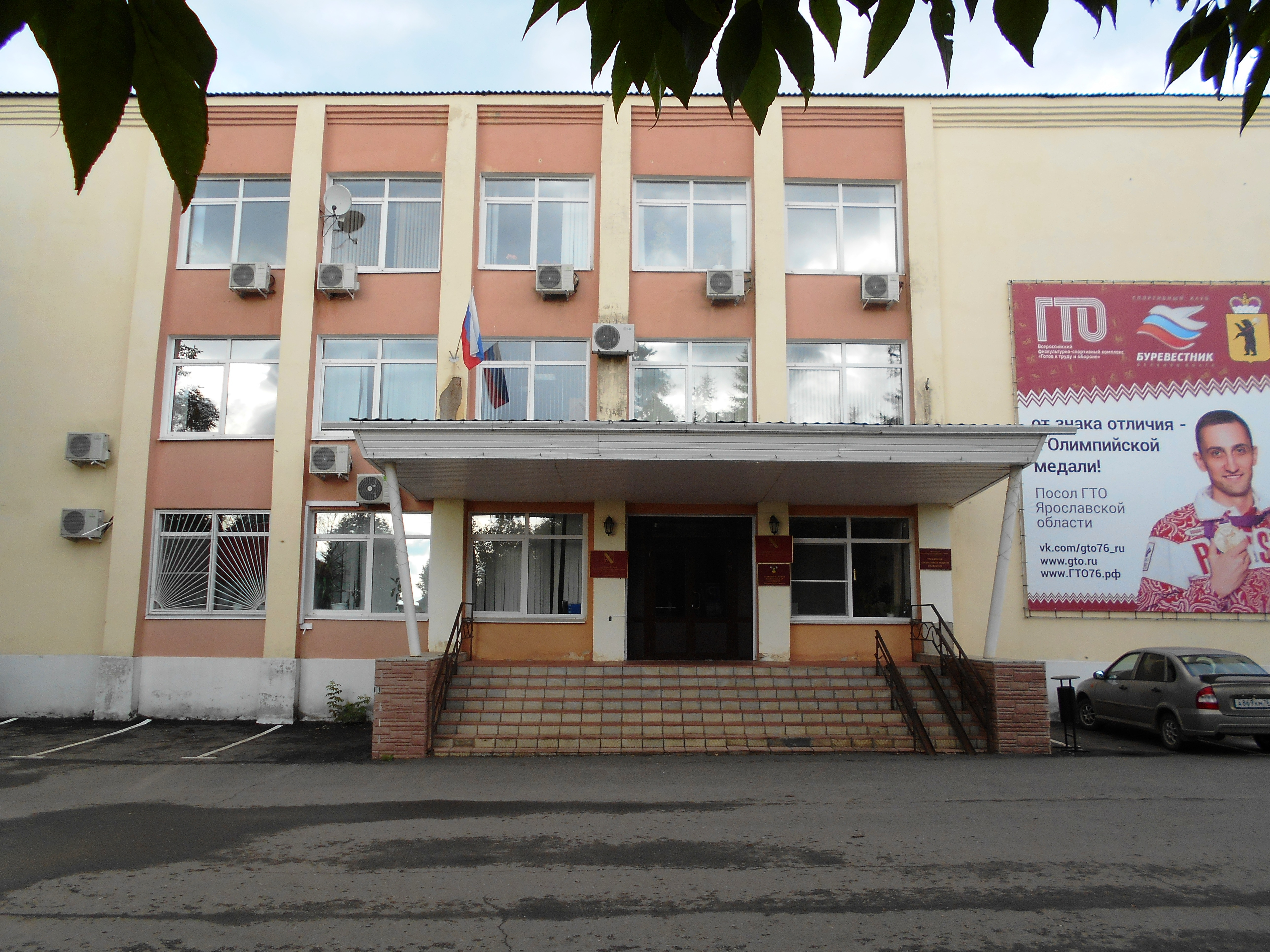
Большесельская администрация (ул. Челюскинцев, 9)
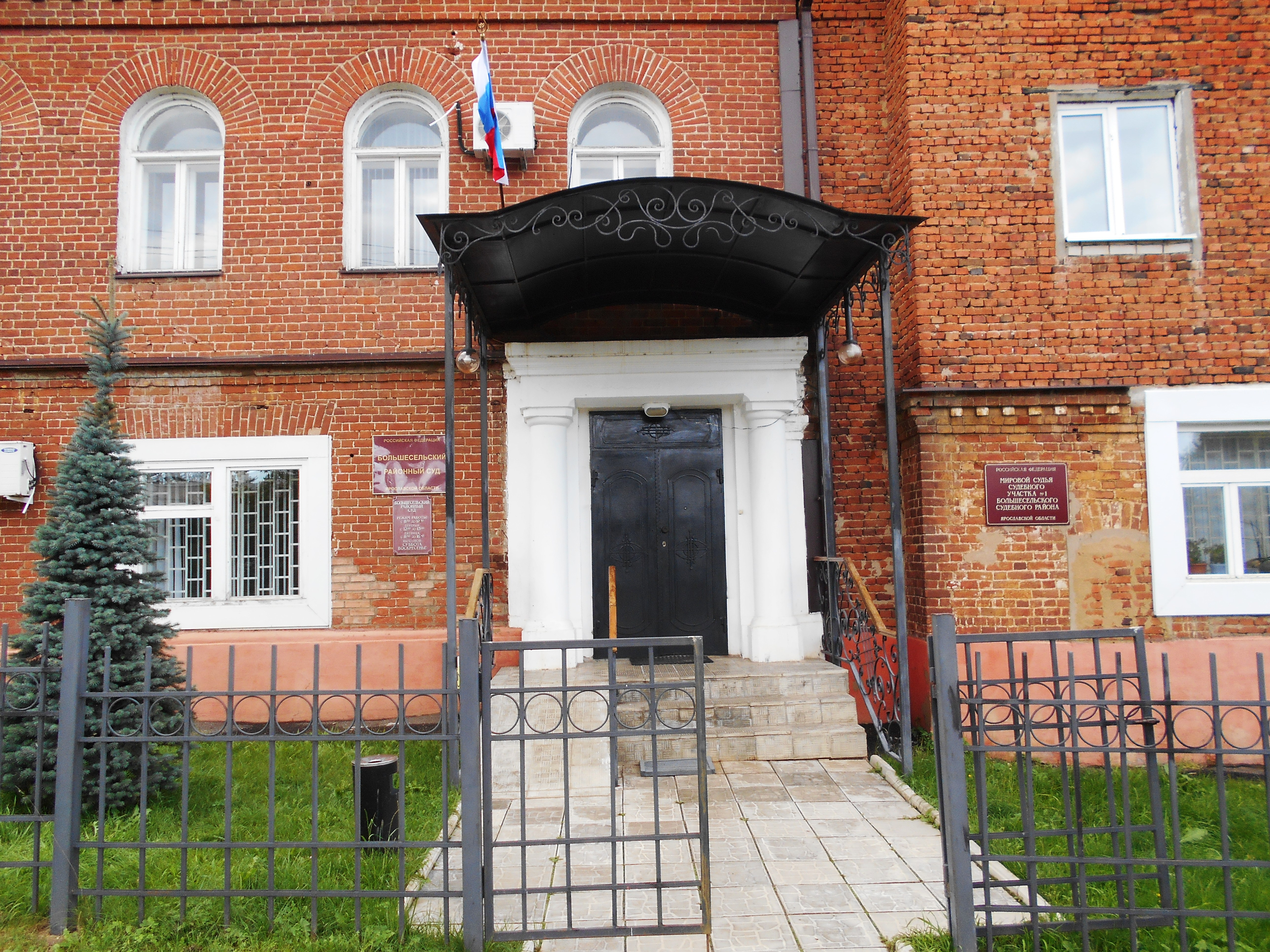
Большесельский суд (ул. Челюскинцев, 1а)
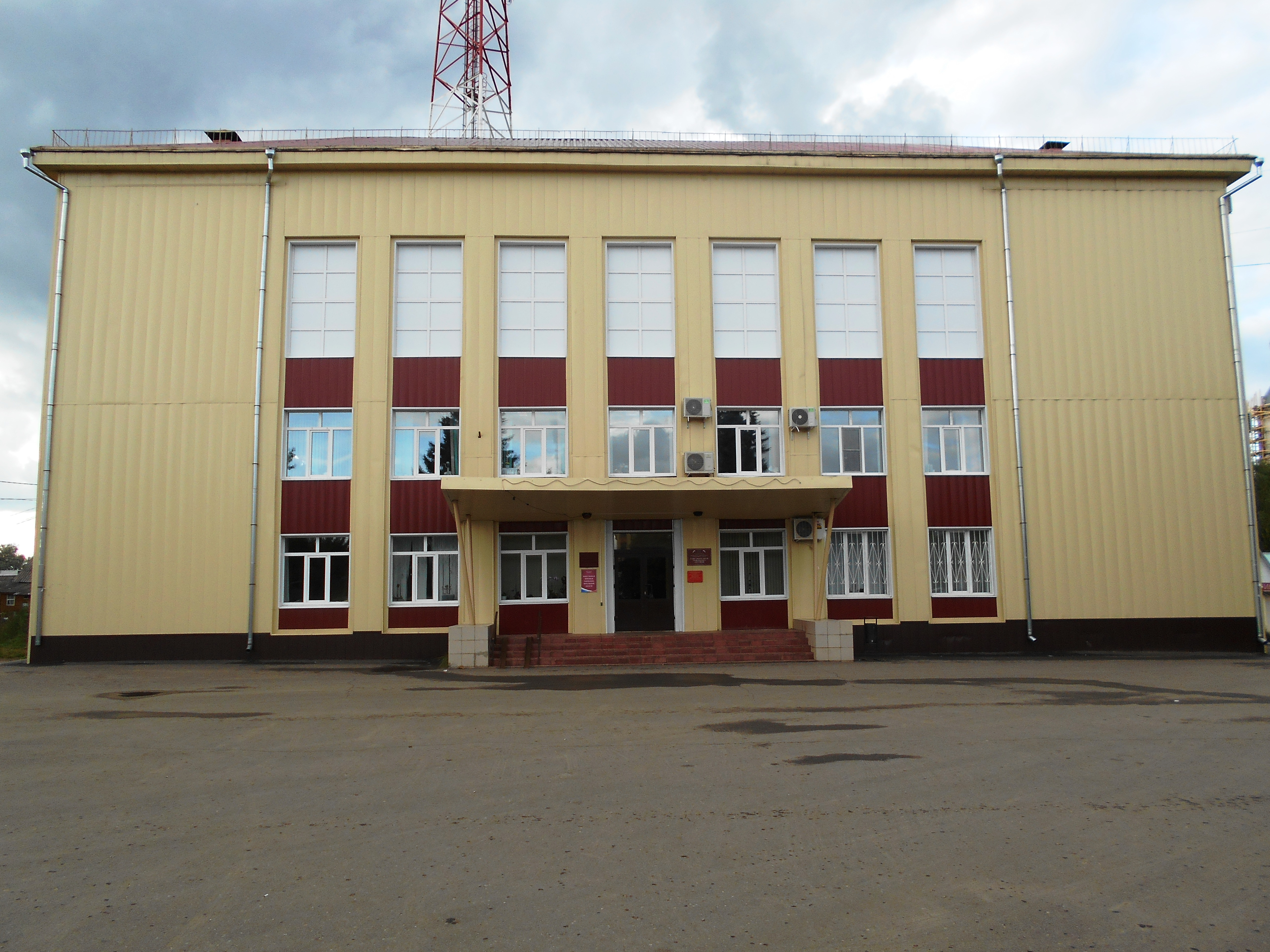
Большесельский ЗАГС (Советская пл., 9)
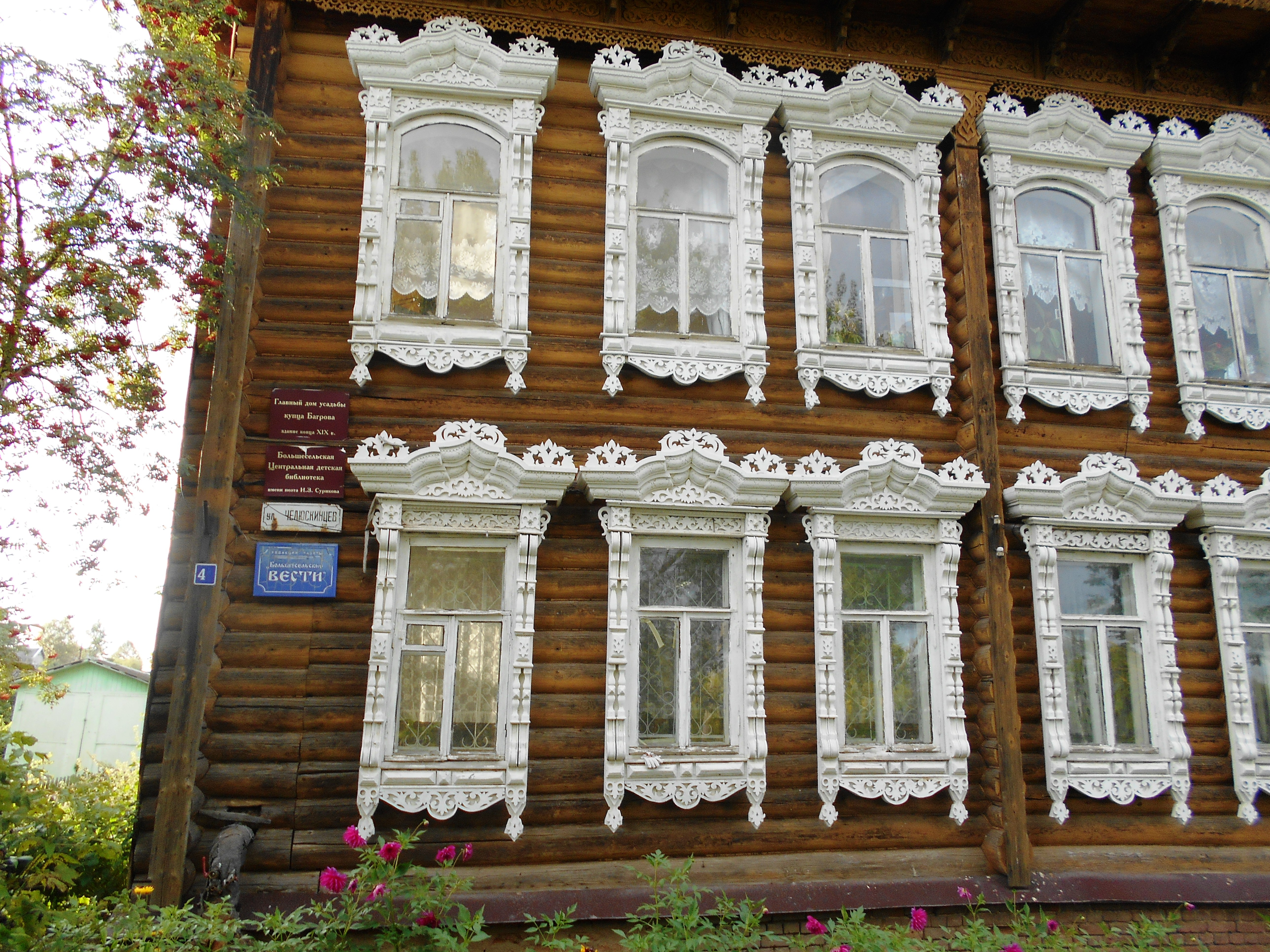
Ул. Челюскинцев, 4
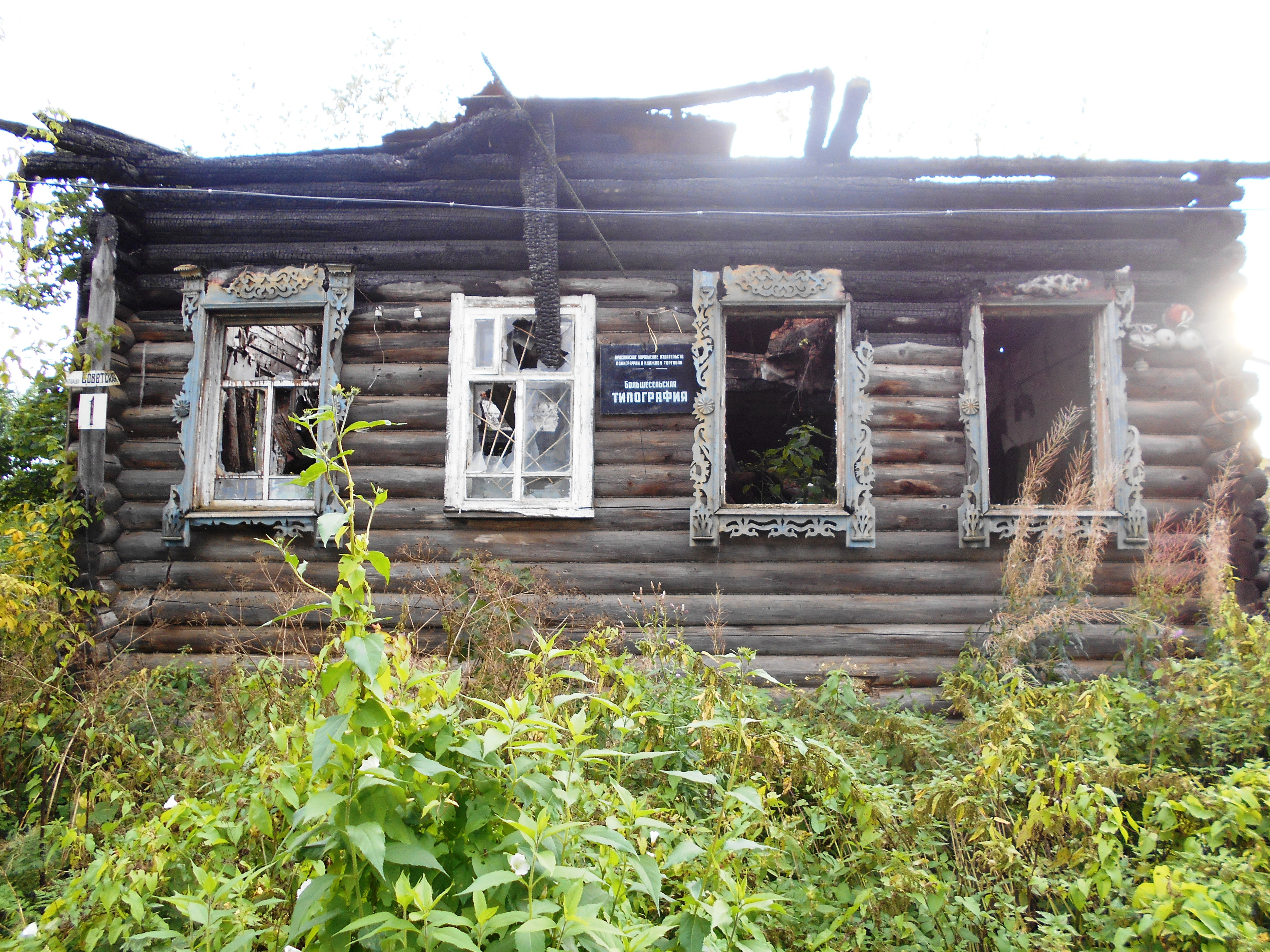
Бывшая Большесельская типография (Советская пл., 1)
Мемориал участникам ВОВ (Набережная ул.)
«30 января 1934 года Илья Давыдович Усыскин в составе экипажа совершил полёт на стратостате „Осоавиахим-1“»
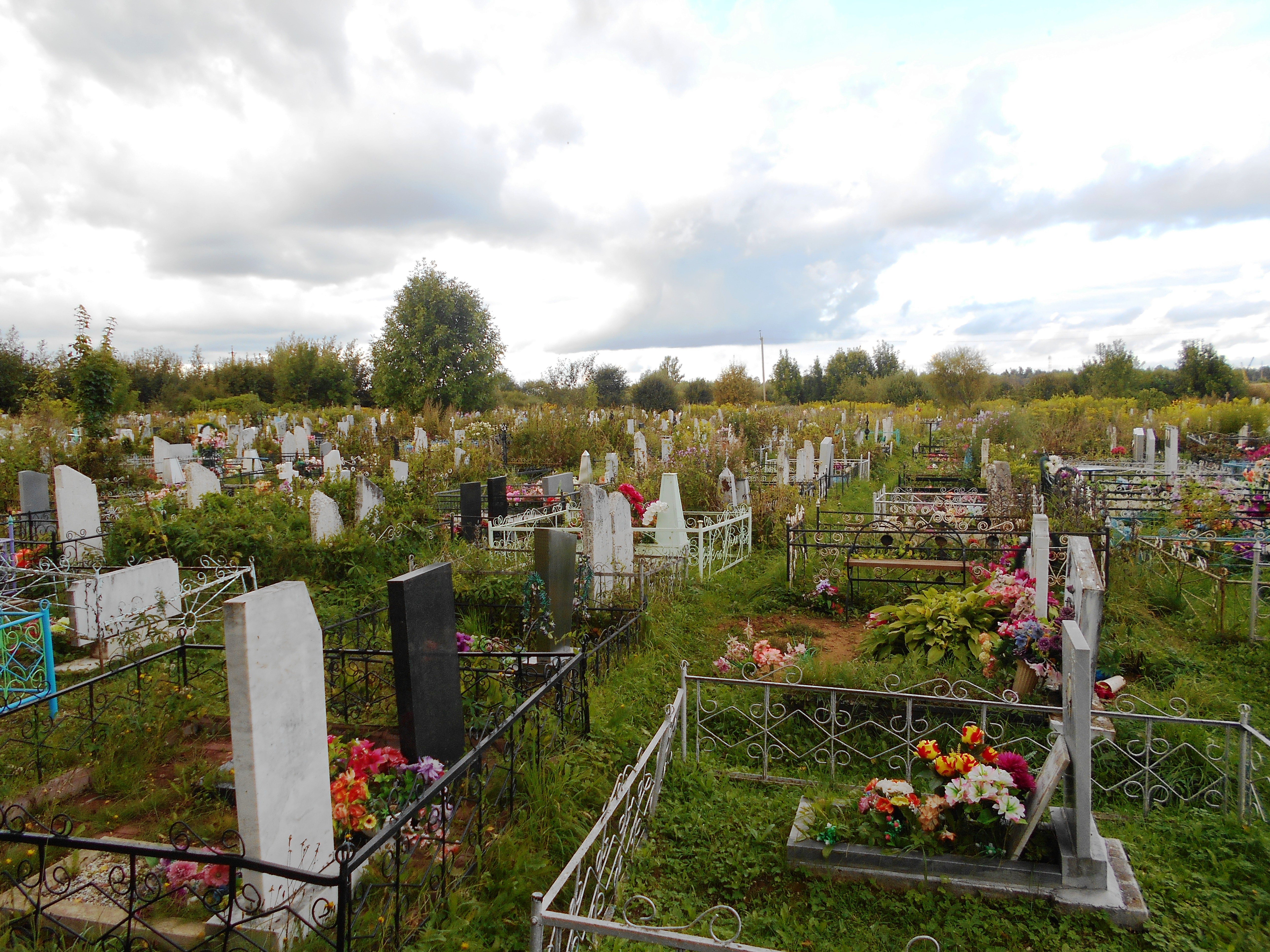
Большесельское кладбище
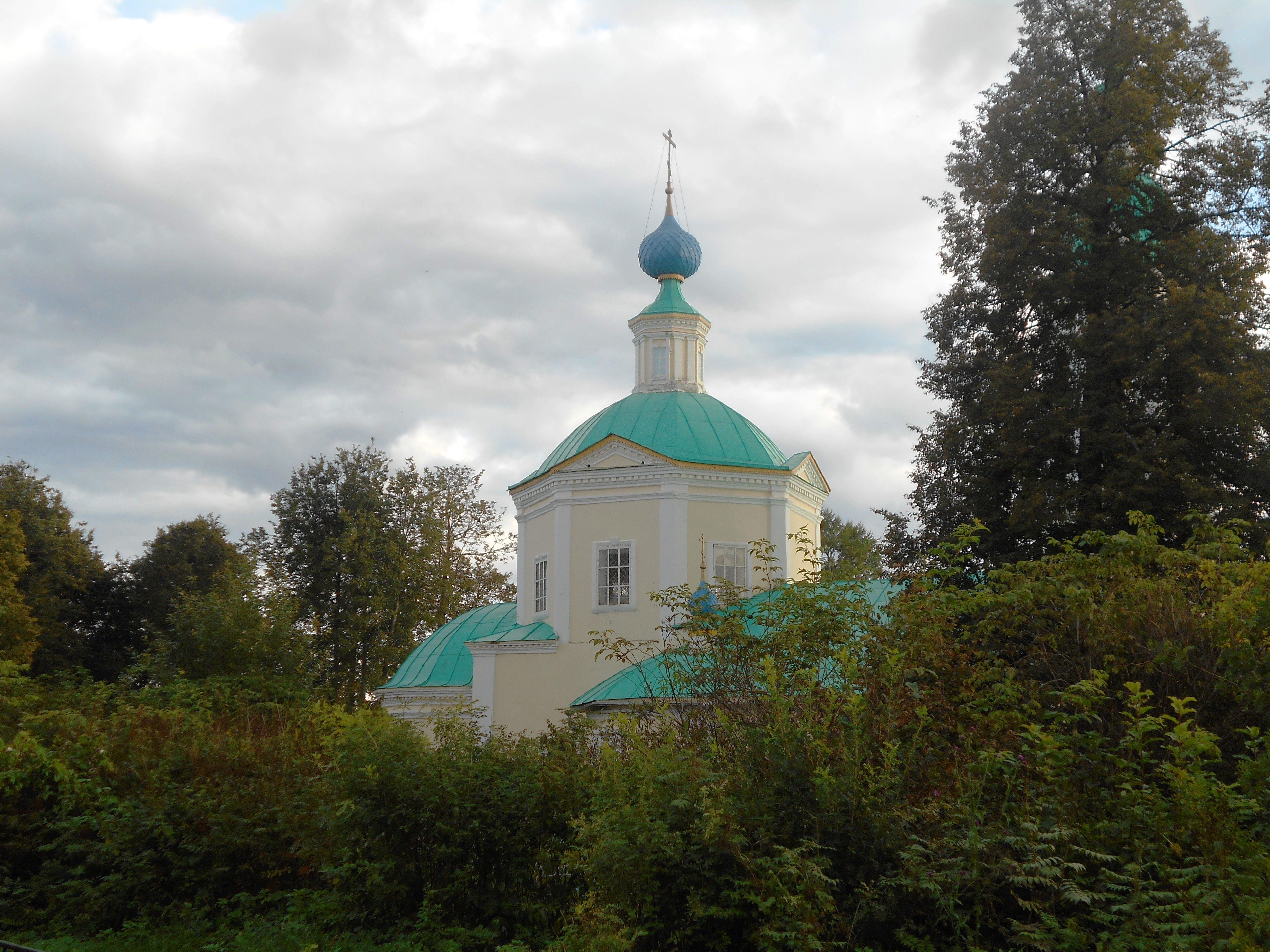
Церковь Параскевы Пятницы
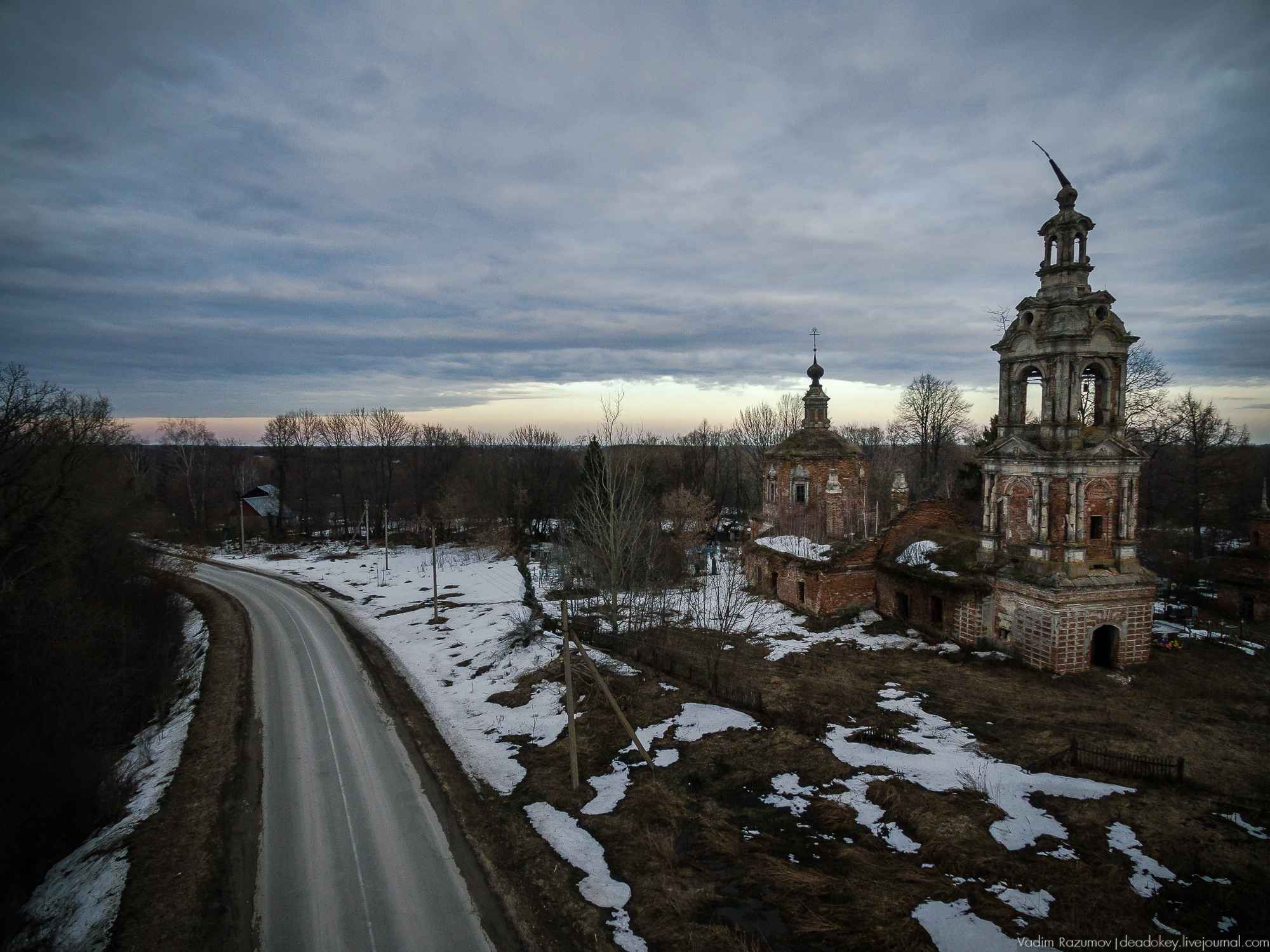
Церковь Константина и Елены
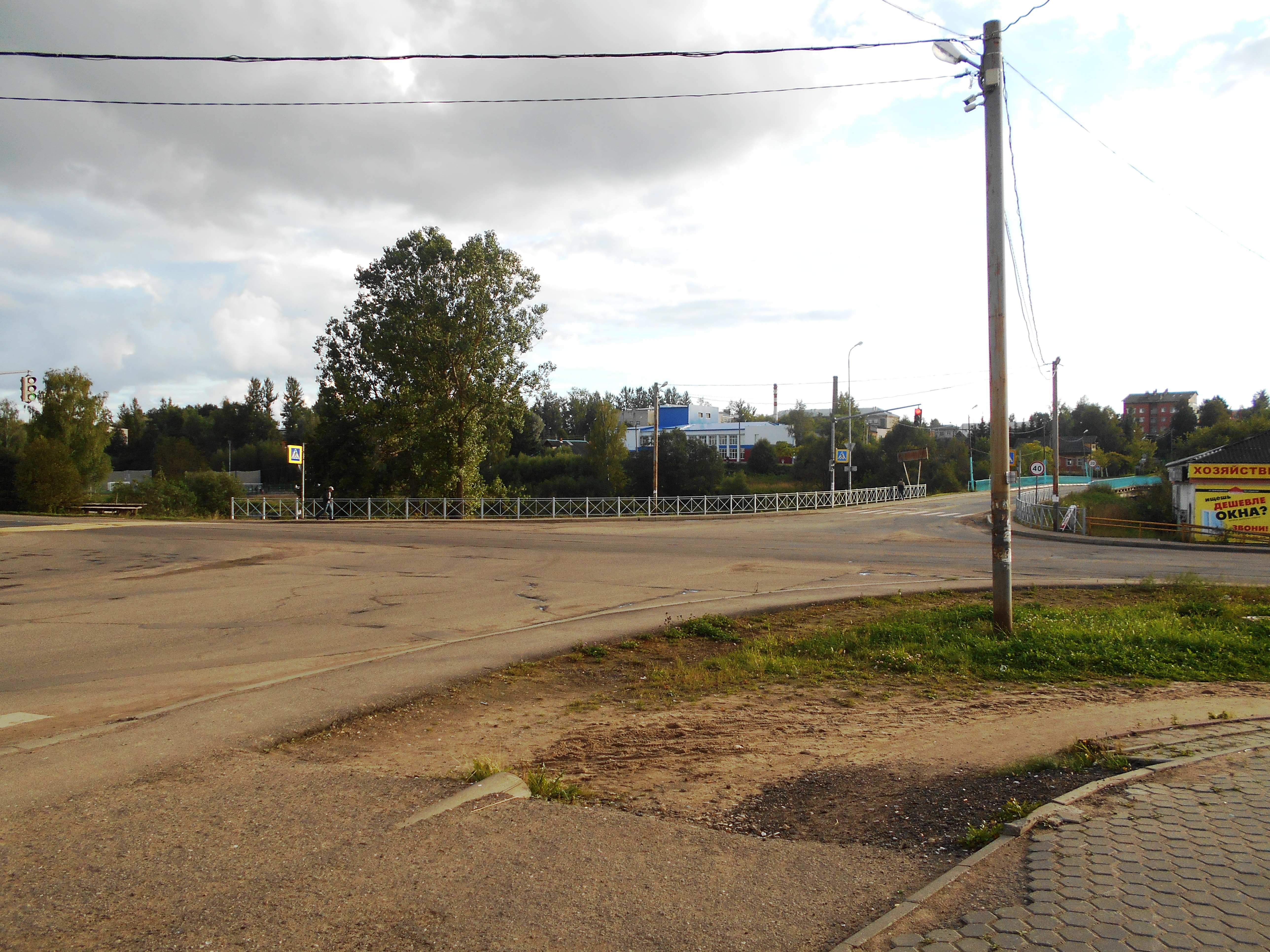
Перекрёсток улиц Усыскина / Мясникова / Челюскинцев
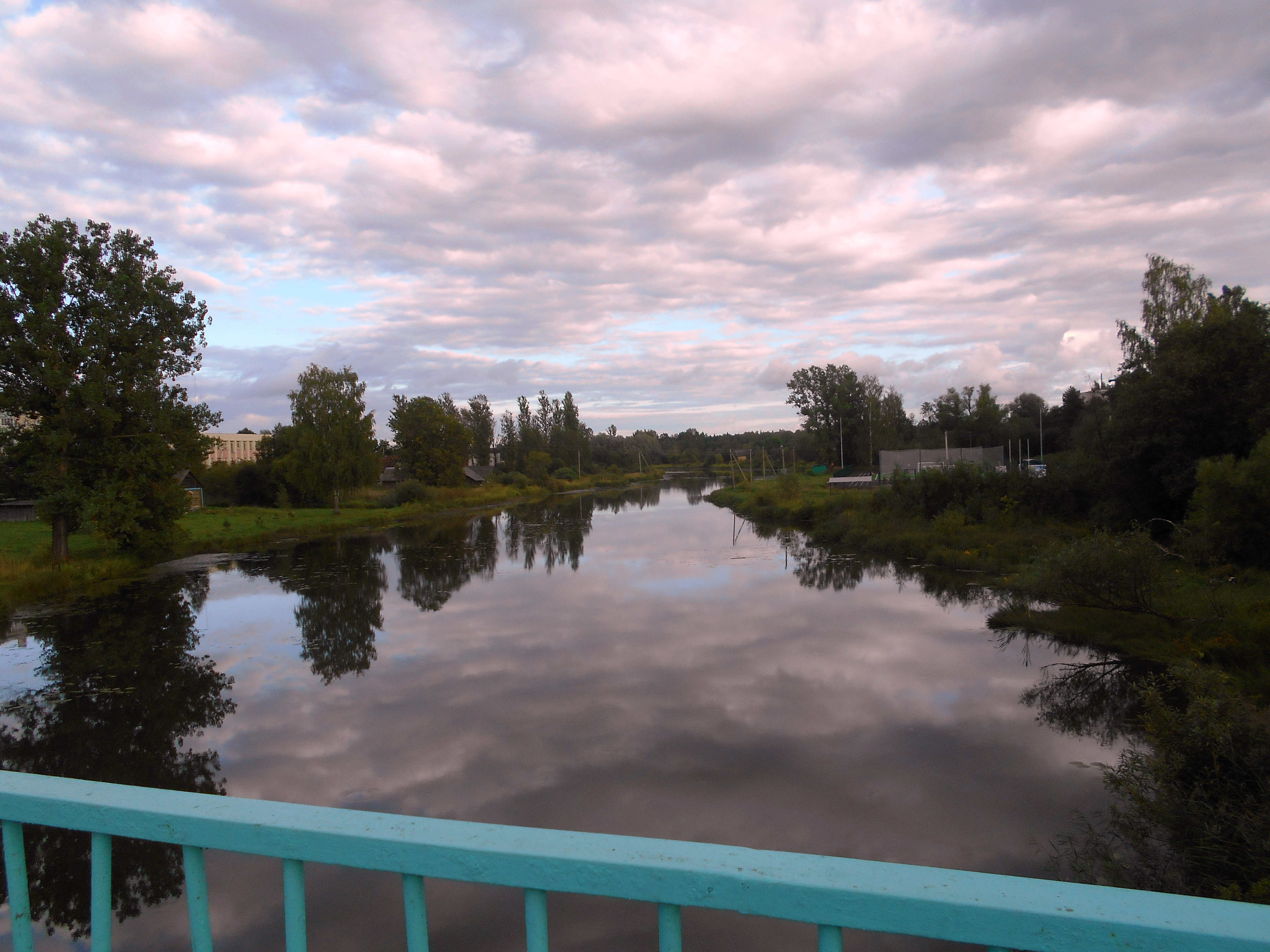
Большое Село расположено на реке Юхоть